# Nanpingite
La nanpingite è un minerale appartenente al gruppo delle miche.